# Boniface de Castellane
Esprit-Victor-Elisabeth-Boniface, hrabě de Castellane (* 26. března 1788 v Lyonu; † 16. září 1862 v Lyonu) byl francouzský generál a maršál Francie.

## Biografie
Hrabě de Castellane pocházel ze šlechtické rodiny. V roce 1804 vstoupil do armády a v roce 1806 prodělal pruské tažení a roku 1808 bojoval jako poručík kavalerie na Pyrenejském poloostrově. Roku 1809 získal za statečnost v bitvě u Wagramu kříž Čestné legie. V ruské kampani roku 1812 sloužil v hodnosti kapitána jako adjutant hraběte Lobavského (generál Georges Mouton de Lobau). Po pádu Napoleona přešel ihned k Bourbonům a roku 1822 se stává plukovníkem pluku gardových husarů a s nimi se podílejí na španělském tažení roku 1823. Od roku 1830 velel jezdecké brigádě. Když roku 1832 se podílel na obsazení Antverp, byl povýšen na generálporučíka a stal se velitelem armády v Pyrenejích. Roku 1837 je jmenován pairem. Po revoluci 1848 je zbaven velení a přidává se na stranu Ludvíka Napoleona, který jej krátce před státním převratem jmenoval velitelem v Lyonu, kde Castellane pevně hájil jeho zájmy. Proto byl roku 1852 jmenován senátorem a 2. prosince 1852 i maršálem Francie. Dále pak velel v Lyonu, kde také zemřel.

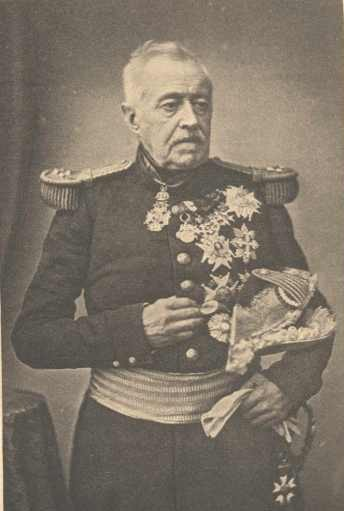
Boniface de Castellane.